# Apasionados
Apasionados es una película coproducción de Argentina y España que dirigió Juan José Jusid que se estrenó el 6 de junio de 2002.

## Argumento
Uma (Natalia Verbeke) es una bellísima azafata que, harta de esperar al hombre de sus sueños para formar una familia, ha decidido ser madre por su cuenta. Después de buscar por el mundo descubre que Nico (Pablo Echarri), el novio de Lucía  (Nancy Duplaá), su mejor amiga, reúne todas las características necesarias. 
Lucía es dueña de una agencia de viajes muy especial. Divorciada y madre de Violeta, una niña de seis años, vive para organizarle la vida a todos los que la rodean. Cuando Uma le anuncia su decisión de ser madre en condiciones tan particulares, Lucía se entusiasma, hasta que se entera de que su ayuda consistiría en persuadir a su propio novio para llevar adelante el operativo. Uma convence a Lucía, que a la vez convence a Nico y llegan así al objetivo de lo que se anunciaba como una 'simple donación' tras la cual cada uno seguirá con su vida.

## Reparto
- Pablo Echarri como Nico
- Nancy Dupláa como Lucía
- Natalia Verbeke como Uma
- Pablo Rago como Roberto
- Camila Fiardi Mazza como Violeta
- Héctor Alterio como Coco
- Silvia Geijo como Betty
- Claudio Morgado como Relaciones Públicas del hotel
- Diego Pérez como chofer de limusina
- Alejandro Awada como mecánico
- Adrián Yospe como Beto
- Boris Rubaja como juez de paz
- Susana Roccasalvo como chef del hotel
- Anita Martínez como enfermera
- Silvina Bosco como ecografista
- Norberto Verea como mecánico
- Estela Garelli como Médica Obstetra
- Annie Sosa Cordero como Partera
- Natalia Amado como Dama Patricia
- Luis Pablo Arias como	Bebé San Martín
- Carlos Kaspar
- Laura Oliva como	Médica Ecografista
- José Antonio Romero como	Hippie Ibicenco